# 최승경
최승경(崔承京, 1971년 12월 27일~)은 대한민국의 개그맨, 연기자이다.
1971년 12월 27일에 태어났다. 1991년 제1회 대학개그제에서 유재석과 콤비를 이루어 장려상을 수상받으면서 데뷔하였다. KBS 공채 개그맨 7기이다. 동기로 금병완, 김국진, 김수용, 김용만, 남희석, 박병득, 박수홍, 양원경, 엄정필, 유재석, 윤기원, 이영재, 전효실 등이 있다. 2000년대 초, 연기자로 전업하였다. 2007년 2월 배우 임채원과 결혼하였다.

## 학력
- 경동고등학교 졸업
- 서울예술대학 방송연예과 전문학사

## 출연작

### 드라마
- 2001년 iTV 월요시트콤 《립스틱》
- 2002년 SBS 특별기획 《유리구두》
- 2003년 KBS2 주말연속극 《저 푸른 초원 위에》
- 2003년 SBS 특별기획 《첫사랑》
- 2004년 KBS2 아침드라마 《아름다운 유혹》
- 2005년 KBS1 일일연속극 《별난여자 별난남자》 ... PD 사이다 박 역
- 2006년 KBS2 단막극 《드라마시티 - 때밀이 넘버 3》 ... 넘버 2 역
- 2006년 KBS2 단막극 《드라마시티 - 반가운 살인자》 ... 이 형사 역
- 2007년 KBS2 단막극 《드라마시티 - 미치거나 사랑하거나》 ... 이현도 역
- 2007년 KBS2 단막극 《드라마시티 - 설운두의 거짓말》 ... 김순국 역
- 2007년 SBS 어린이드라마 《고스트 팡팡》 ... 교감 선생님 역
- 2007년 KBS2 단막극 《드라마시티 - 설운두의 거짓말》 ... 김순국 역
- 2007년 KBS1 일일연속극 《미우나 고우나》 ... 윤 대리 역
- 2007년 MBC 아침드라마 《그래도 좋아!》 ... 인철 역
- 2008년 KBS2 HD 특별기획드라마 《쾌도 홍길동》 ... 왕 서방 역
- 2008년 MBC 수목미니시리즈 《스포트라이트》 ... 구 형사 역
- 2008년 KBS2 주말연속극 《내 사랑 금지옥엽》 ... 주방장 장금이 역
- 2009년 KBS2 월화드라마 《결혼 못하는 남자》 ... 강석균 역
- 2009년 MBC 아침드라마 《멈출 수 없어》 ... 미옥의 맞선남 역(특별출연)
- 2009년 KBS2 월화드라마 《천하무적 이평강》 ... 새마을 지도자 역
- 2010년 E채널 금요드라마 《여자는 다 그래》 ... 조면식 부장 역
- 2010년 KBS2 주말연속극 《결혼해주세요》 ... 표진석 역
- 2011년 KBS2 HD 수목드라마 《영광의 재인》 ... 고길동 역
- 2011년 JTBC 월화드라마 《빠담빠담… 그와 그녀의 심장박동소리》 ... 형사 역
- 2012년 SBS 주말특별기획 《바보 엄마》 ... 쥘레르 앙 역
- 2012년 KBS2 단막극 《KBS 드라마 스페셜 - 칼잡이 이발사》 ... 영수 역
- 2012년 KBS2 월화드라마 《울랄라 부부》
- 2013년 SBS 드라마 스페셜 《그 겨울, 바람이 분다》 ... 심중태 역
- 2013년 KBS2 단막극 《KBS 드라마 스페셜 - 내 낡은 지갑 속의 기억》 ... 학주 역 (특별출연)
- 2013년 KBS1 일일연속극 《사랑은 노래를 타고》 ... 정 변호사 역
- 2014년 SBS 드라마 스페셜 《괜찮아, 사랑이야》 ... 오도득 역
- 2014년 KBS2 저녁 일일드라마 《달콤한 비밀》 ... 권영수 역
- 2014년 KBS2 월화드라마 《힐러》 ... 여기자 역
- 2015년 KBS2 단막극 《KBS 드라마 스페셜 - 그 형제의 여름》 ... 댄스대회 MC 역
- 2016년 KBS2 월화드라마 《동네변호사 조들호》 ... 손형사 역
- 2017년 KBS2 특별기획드라마 《7일의 왕비》 ... 김내관 역
- 2017년 KBS2 수목드라마 《맨홀 - 이상한 나라의 필》 ... 파출소 경찰 최경승 경사 역
- 2019년 KBS2 월화드라마 《동네변호사 조들호 2: 죄와 벌》 ... 강만수 역

### 영화
- 1992년 《가진것 없소이다》
- 1992년 《쿵후 보이 친미》
- 1992년 《깡다구와 고집불통》
- 1992년 《해룡이와 달자의 추억의 책가방》
- 1994년 《티라노의 발톱》 ... 원시인 역
- 2008년 《당신이 잠든 사이에》 ... 준환 역

### 공연
- 2009년~2010년 연극 《여보, 고마워》

## 방송
코미디 프로
- 《유머 1번지》
- 《한바탕 웃음으로》

예능
- 2009년 KBS1 《TV는 사랑을 싣고》
- 2010년 MBC every1 《부부가 엉켜사는 이야기 '부엉이' 시즌1》

## 광고
- 2003년 현대해상 하이카

## 홍보대사
- 2020년 ~ 광주시 홍보대사

## 수상
- 1991년 제1회 KBS 대학개그제 장려상

## 같이 보기
- 임채원
- 유재석
- 김용만
- 김국진
- 김수용
- 박수홍
- 남희석
- 지석진